# 小瓦夫赖
小瓦夫赖（法語：Vavray-le-Petit，法語發音：[vavʁɛ lə pəti]）是法国马恩省的一个市镇，位于该省东南部，与大瓦夫赖相邻，属于维特里勒弗朗索瓦区。

## 地理
小瓦夫赖（48°48'20"N, 4°42'49"E）面积5.39 平方千米，位于法国大東部大區马恩省，该省份为法国东北部内陆省份，北起阿登省，西北接埃纳省，西南接塞纳-马恩省，南至奥布省，东南接上马恩省，东临默兹省。
与小瓦夫赖接壤的市镇（或旧市镇、城区）包括：瓦勒德维耶尔、巴叙、巴叙埃、埃尔斯莱韦克、大瓦夫赖。

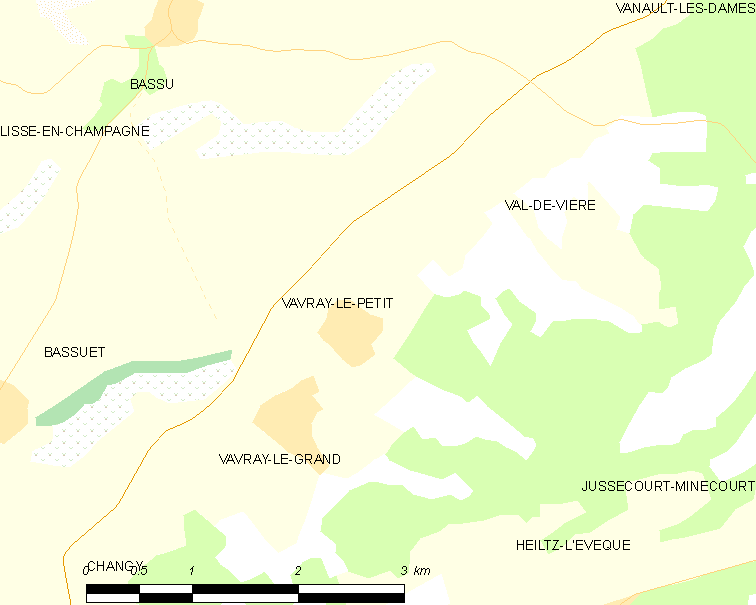
小瓦夫赖的OSM定位图

小瓦夫赖的时区为UTC+01:00、UTC+02:00（夏令时）。

## 行政
小瓦夫赖的邮政编码为51300，INSEE市镇编码为51602。

## 政治
小瓦夫赖所属的省级选区为塞迈兹莱班县。

## 人口

1962-2008年间小瓦夫赖人口变化图示

小瓦夫赖于2022年1月1日时的人口数量为61人。